# Robert Wilmot (1er baronnet)
Robert Wilmot, 1er baronnet (1708-1772) est un courtisan anglais, secrétaire des Lord lieutenant d'Irlande successifs d'Irlande de 1740 à 1772, et après 1758 secrétaire du Lord Chambellan. En 1750, plusieurs correspondants le considèrent comme "le canal par lequel devaient passer toutes les affaires irlandaises, en particulier celles concernant le favoritisme".

## Biographie
Robert Wilmot est le fils aîné de Robert Wilmot (vers 1674 - septembre 1738) d'Osmaston Hall, et son frère cadet est le juge John Eardley Wilmot (en) (1709-1792). Il est diplômé de l'Université d'Oxford en 1729 et étudie le droit au Inner Temple.
Vers 1730, il devient secrétaire particulier de William Cavendish (3e duc de Devonshire). Lorsque Cavendish est nommé vice-roi d'Irlande en 1737, Wilmot devient le secrétaire résident adjoint du vice-roi en Angleterre. Il est promu secrétaire résident en juin 1740, servant douze vice-rois successifs jusqu'à l'année de sa mort en 1772. Wilmot agit comme intermédiaire pour William Cavendish (4e duc de Devonshire) dans les négociations compliquées qui ont conduit Cavendish à brièvement devenir Premier ministre titulaire en 1756-57. Il est récompensé en 1758, lorsque le patronage de Devonshire l'aide à devenir secrétaire adjoint, puis secrétaire du Lord chambellan de la maison.
Le premier mariage de Robert Wilmot est sans enfant. Après la mort de sa femme en 1769, il épouse sa maîtresse, mère de ses enfants illégitimes. En octobre 1772, il est créé baronnet, Wilmot d'Osmaston. On lui accorde un reste spécial pour permettre à son fils aîné, Robert Wilmot (2e baronnet) (en), de lui succéder. Les documents relatifs à ses activités officielles sont conservés au Derbyshire Record Office, avec des copies au Public Record Office d'Irlande du Nord.